# George Frederick Hopkinson
George Frederick Hopkinson, britanski general, * 1896, † 1943.